# La Paz (Granada)
La Paz es un barrio de Granada, España, perteneciente al distrito Norte. Está situado en la zona central del distrito en el Polígono de La Paz y pertenece al propio Polígono de Cartuja. Limita al norte con el barrio de Rey Badis; al noroeste con el barrio de Almanjáyar; al este, con el barrio de Cartuja; y al oeste, con el barrio de Joaquina Eguaras.

## Historia
La barriada de La Paz fue el origen del denominado Polígono Norte de Granada. Su construcción inicia en febrero de 1965 siguiendo el plan de construcción del Polígono de La Paz, que a su vez pertenece al Polígono de Cartuja. A pesar de que inicialmente se pretendía construir un barrio de viviendas para un grupo poblacional con un mayor nivel adquisitivo, se terminó dedicando a viviendas de protección oficial, que para abaratar costes contaron con una escasa superficie útil y baja calidad constructiva. La construcción del barrio surge por la arquitectura de emergencia que necesitaba la ciudad de Granada dado que fue especialmente dirigida al realojo de la población residente del extinto barrio chabolista de La Virgencia. El barrio se edificó con casas unifamiliares de dos pisos. Con la construcción de la segunda fase de 1000 viviendas de protección oficial en 1967 y el traslado de los vecinos de La Virgencia se crea conflicto con la población ya residente en el barrio. Más adelante en la década de los 70 se edifican bloques de pisos de hasta 5 plantas que creaban a su vez plazas y patios interiores comunitarios conocidos popularmente como los bloques de "Las Columnas". Con ello comienza el abandono institucional de un barrio que carecía de recursos y estructuras, condenando a su población a la marginalidad.
En un principio su estructura de vivienda unifamiliar y calles peatonales estrechas imitaban la estructura típica del histórico barrio del Albayzín para favorecer la comunidad vecinal pero el plan no sería bien desarrollado debido a la inconexión de las viviendas con el resto de la ciudad y, más tarde, con el resto de bloques de los barrios de alrededor. Además no fue equipado con las infraestructuras necesarias y se llevó a cabo la modificación de la fisionomía del plan original con la construcción de bloques de pisos que creaban patios y plazas interiores, creando así un ghetto aislado.
Actualmente, la estructuración de la barriada de La Paz consiste en casas y bloques bajos remodelados por su población para adaptarlos a sus necesidades creando infraestructuras en la vía pública como cocheras y cuadras para animales. Esto hace que sus estructuradas calles estrechas sean aún más dificultosas para su uso.
Es el barrio de Granada dónde más económico es adquirir o alquilar una vivienda. Pertenece a la Zona Norte de Granada declarada como Zona con Necesidades de Transformación Social por la Junta de Andalucía y es una de las zonas más excluidas y empobrecidas de la ciudad sufriendo cortes de luz casi a diario. Los vecinos y las diferentes asociaciones del barrio luchan a diario para reivindicar el abandono institucional que sufre la zona.

## Lugares de interés
- Parroquia de Nuestra Señora de la Paz. Calle de Puerto Lumbreras, 8.